# Porção semanal da Torá

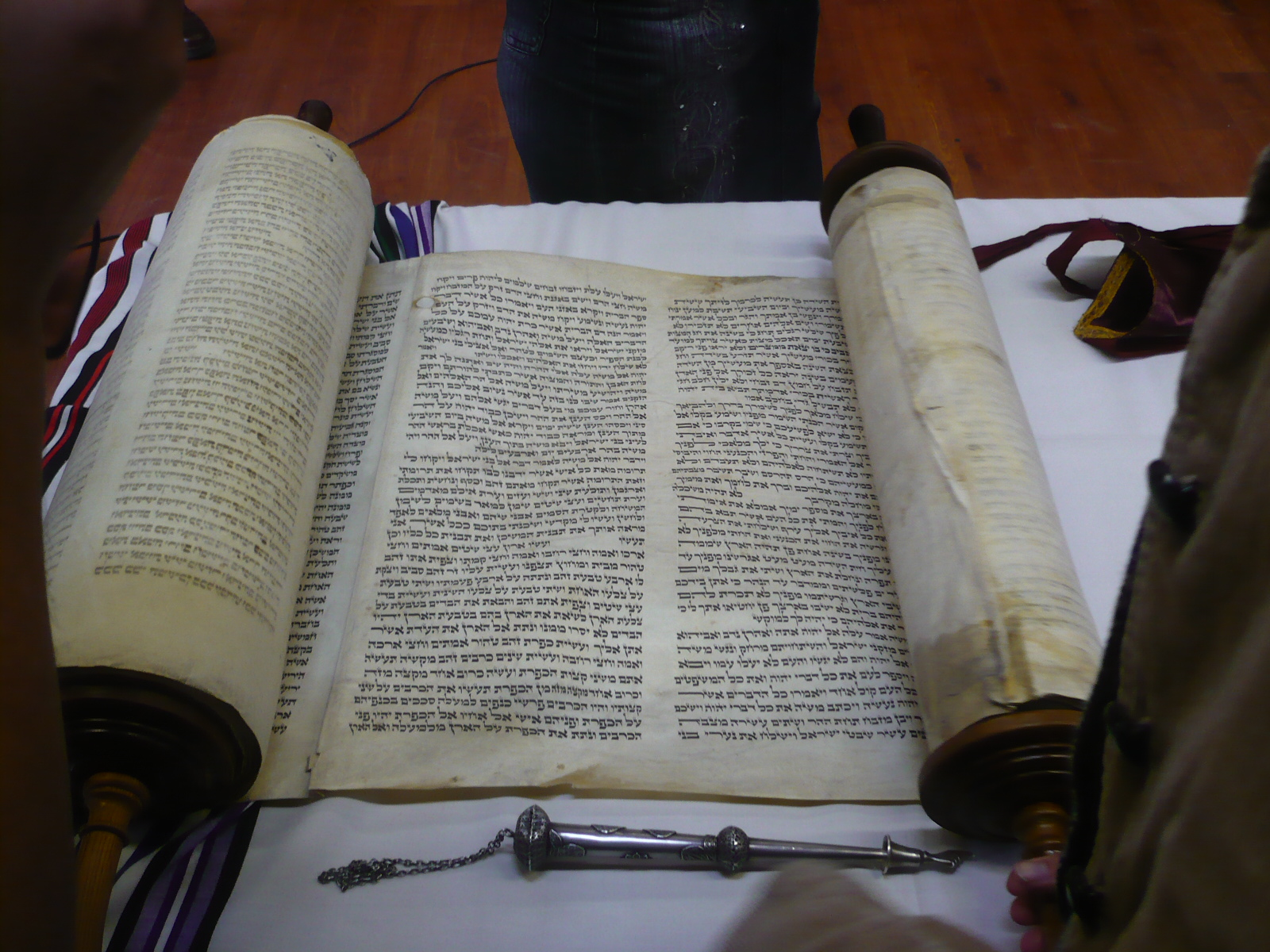
Um rolo de Torá e ponteiro de prata (Yad) utilizado na leitura.

A porção semanal da Torá (em hebraico: Parashat ha-Shavua פָּרָשַׁת הַשָּׁבוּעַ, popularmente apenas como parashá e também conhecida como Sidra) é uma seção da Torá (Bíblia Hebraica), lida em cultos judaicos. No judaísmo, a Torá é lida publicamente no decorrer de um ano, com uma parte maior lida a cada semana no culto da manhã do Shabat.
Cada porção semanal da Torá adota o nome de uma das primeiras palavras no texto original hebraico. Remontando ao tempo do cativeiro babilônico (século VI a.C), a leitura pública da Torá em sua maioria seguiu um ciclo anual, começando e terminando com o feriado judaico do Simchat Torá, com a Torá dividida em 54 porções semanais para corresponder ao calendário hebraico lunisolar, que contém até 55 semanas, o número exato varia entre anos bissextos e ano regular.